# Chifunabuli (Distrikt)
Chifunabuli ist einer von zwölf Distrikten in der Provinz Luapula in Sambia. Er hat eine Fläche von 3095 km² und es leben 116.326 Menschen in ihm (2022). Er wurde 2018 vom Distrikt Samfya abgespaltet. Verwaltungssitz des Distrikts ist die Stadt Lubwe.

## Geografie
Der Distrikt befindet etwa 460 Kilometer nördlich von Lusaka. Er liegt im Mittel auf einer Höhe von etwa 1160 m über dem Meeresspiegel in den Bangweulusümpfen und steigt nach Norden und Westen leicht bis auf über 1200 m an. Chifunabuli ist reich an natürlichen Gewässern, darunter vor allem die Seen Chifunabuli, Kasongele und Kafumbo. Im Bangweulusee liegen die Inseln Mbabala und Chishi.
Chifunabuli grenzt im Südosten an den Distrikt Lunga, im Süden an Samfya, im Westen an Mansa, und im Norden und Osten an Lupososhi und Chilubi in der Nordprovinz.

## Politik
Der Distrikt ist in 10 Wards aufgeteilt:
- Chifunabuli
- Chinkutila
- Masonde
- Mbabala
- Chishi
- Kafumbo
- Kapamba
- Kasaba
- Kasansa
- Kasongole

Der Distrikt hat nur einen Wahlkreis.
Chifunabuli hat fünf traditionelle Anführer (Chiefs): Mulongwe, Mwansakombe, Chitembo, Mbulu und Mwewa.

## Geschichte
In Chifunabuli wurde von weißen, katholischen Priestern aus Kanada erstmals eine Mission namens Lubwe gegründet, benannt nach der felsigen Landschaft, die sie bei ihrer Ankunft im Jahr 1905 vorfanden. Noch heute steht eine Kirche aus rotem Backstein aus dieser Zeit am Ufer des Chifunabuli-Sees.

## Wirtschaft
Chifunabuli ist ein ländlicher Distrikt, der bisher kaum entwickelt ist. Die Fülle an Gewässern macht die Fischerei zur wichtigsten wirtschaftlichen Aktivität im Distrikt. Die meisten Menschen in Chifunabuli sind vom Fischfang abhängig. Durch die erschöpften Fischbestände in den Gewässern ist die Armut in letzter Zeit angestiegen. Landwirtschaftliche Aktivitäten wie der Maniokanbau werden nur in geringem Umfang durchgeführt.
Der Distrikt verfügt über Manganvorkommen im Masonde Ward, wo Bergbau im kleinen Stil durchgeführt wird. Der Manganabbau ist dennoch eine führende Wirtschaftstätigkeit im Distrikt, die Hunderte von Menschen vor Ort beschäftigt.

## Infrastruktur
Chifunabuli hat kein Leitungswasser-Netz. Es gibt nur das Lubwe-Wasserwerk, das den Chifunabuli Ward mit Wasser versorgt. Der restliche Distrikt bezieht sein Wasser aus Bohrlöchern.
Im Rahmen des Projekts Link Zambia 8000 hatte die Regierung mit den Arbeiten an der Straße Musaila–Luwingu in Chifunabuli begonnen (2021). Die Straße soll das Gebiet mit der Nordprovinz verbinden.

### Bildung
Der Distrikt hat mehrere Grund- und weiterführende Schulen, von denen drei Internate sind. Viel Schulen sind allerdings alt und marode, wie zum Beispiel die Grundschulen Lubwe Boys und Lubwe Girls. Die 1947 erbaute Lubwe Boys Primary School ist eine der ältesten Schulen in Chifunabuli. Die Schwesterschule Lubwe Girls wurde 1953 gegründet.

### Gesundheit
Es gibt im Distrikt das Lubwe Mission Hospital und das Kasaba Mission Hospital. Zusätzlich gibt es im Distrikt mehr als 10 Gesundheitszentren.